# Heber Curtis
Heber Doust Curtis (27. června 1872 – 9. ledna 1942) byl americký astronom. Podílel se na 11 expedicích studujících zatmění slunce.

## Životopis
Narodil se 27. června 1872 jako starší syn Orsona Blaira Curtise a Sarah Elizy Doustové.
Studoval na Michiganské Univerzitě a na University of Virginia, kde získal titul v oboru astronomie.
Od roku 1902 do roku 1920 pracoval na Lickově observatoři, kde pokračoval v průzkum mlhovin iniciovaném Keelerem. V roce 1912 byl zvolen prezidentem Pacifické astronomické společnosti.
V roce 1918 pozoroval objekt Messier 87 a byl prvním, kdo si všiml polární výtrysků pazmatu, které popsal jako "zvláštní rovný paprsek ... zřejmě spojený s jádrem tenkým proužkem hmoty."
V roce 1920 byl jmenován ředitelem Alleghenské observatoře. Ve stejném roce se podílel na Velké debatě s Harlow Shapleym ohledně povahy mlhovin a galaxií a velikosti vesmíru. Curtis obhajoval nyní přijímaný názor, že jiné galaxie odlišné od Mléčné dráhy existují.
Curtis také přibližně v roce 1925 vynalezl typ komparátoru filmových desek, který umožňoval porovnávání dvou desek o velikosti 8×10 palců pomocí sady hranolů. Jeho článek popisující zařízení se objevil v Publikacích Allegheny Observatory, vol. VIII, no. 2.
V roce 1930 byl Curtis byl jmenován ředitelem observatoří Michiganské univerzity, ale nedostatek finančních prostředků v důsledku Velké hospodářské krize zabránil výstavbě velkého reflektoru navrženého na univerzitě v Ann Arbor. Přispěl také k rozvoji McMathovy-Hulbertovy soukromé observatoře.
Zemřel 9. ledna 1942.

## Odkaz
- Heber Doust Curtis Memorial Telescope.[5]